# Rick Jaffa și Amanda Silver
Rick Jaffa și Amanda Silver sunt un cuplu american de scenariști și producători de film.
Ei sunt cunoscuți în special pentru scenarizarea și co-producerea filmului științifico-fantastic din 2011 Rise of the Planet of the Apes, un reboot al francizei Planeta maimuțelor cu succes critic și comercial, pentru care au fost nominalizați la Premiul Saturn pentru cel mai bun scenarist.
De asemenea, cei doi soți au mai co-scenarizat filmul din 2014 Dawn of the Planet of the Apes, un sequel pentru Rise, și Jurassic World, cel de-al patrulea film din franciza Jurassic Park.
Amanda Silver este sora actorului Michael B. Silver și nepoata scenaristului și producătorului laureat cu Oscar Sidney Buchman.
În 2013, ei au anunțat că vor fi co-scenariștii filmului lui James Cameron Avatar 3, planificat pentru 2017.

## Filmografie

### Scenariști
- The Hand That Rocks the Cradle (1992, Silver only)
- Fallen Angels: episode "Murder, Obliquely" (1993, Silver only)
- Eye for an Eye (1996)
- The Relic (1997)
- Rise of the Planet of the Apes (2011)
- Dawn of the Planet of the Apes (2014)
- Heart of the Sea (2015)
- Jurassic World (2015)[3]
- Avatar 3 (TBD)

### Producători
- The Hand That Rocks the Cradle (1992, Jaffa only, executive producer)
- Love Shack (2010)
- Rise of the Planet of the Apes (2011)
- Dawn of the Planet of the Apes (2014)